# 李博 (植物生态学家)
李博（1929年4月15日—1998年5月21日），山東夏津縣人，植物生态学家。

## 生平
1953年畢業於北京農業大學。担任内蒙古大学教授，1993年当选中国科学院生物学部院士。他是第九届全国人大代表、中国农业科学院学术委员会委员、《生态学报》常务副主编。